# Перайя, Мюррей
Мюррей Перайя (англ. Murray Perahia, первоначально Мо́йше Пера́йя — англ. Moishe Perahia; род. 19 апреля 1947, Нью-Йорк) — американский пианист сефардского происхождения.

## Биография
Мюррей Мойше Перайа (Перахья) родился в Бронксе в еврейской семье выходцев из Фессалоник; его родной язык — ладино. Его отец эмигрировал в США в 1935 году, а большая часть семьи погибла в результате геноцида евреев во время Второй мировой войны.
Начал играть на фортепиано с четырёх лет, но к систематическим занятиям приступил только в 15-летнем возрасте. В 17 лет поступил в Маннес-колледж, где учился у Мечислава Хоршовского. Перайя также занимался в летней музыкальной школе Марлборо у Рудольфа Серкина. В 1972 г. Перайя выиграл Лидсский международный конкурс пианистов, причём его победа была настолько предсказуема, что другие американские пианисты, узнав о его участии, отозвали свои заявки. С этого времени начинается блестящая гастрольная карьера Перайи: так, уже в следующем году он участвовал в Олдборском фестивале классической музыки, проводившемся Бенджамином Бриттеном и Питером Пирсом (позднее, в 1981—1989 гг., Перайя был одним из художественных руководителей этого фестиваля). В 1975 г. Мюррей Перайя стал (вместе с виолончелистом Линном Харреллом) первым лауреатом новоучреждённой Премии Эвери Фишера за выдающийся вклад в американскую академическую музыку.
В дискографии Перайи преобладают произведения Моцарта, Баха, Бетховена, Шопена, Шумана, Брамса. Особую известность приобрела осуществлённая им запись всех концертов Моцарта для фортепиано с оркестром, где Перайя не только солировал, но и дирижировал из-за фортепиано Английским камерным оркестром. Помимо сольной карьеры, Перайя также охотно играл в ансамбле — в частности, с квартетом Гварнери и Будапештским квартетом.
Мастерство Перайи трижды было отмечено премией Грэмми: дважды в номинации «Лучшее инструментальное соло» («Английские сюиты» Баха в 1999 г. и этюды Шопена в 2003 г.) и один раз в номинации «Лучший камерный ансамбль» (Соната для двух фортепиано и ударных Белы Бартока, 1989, вместе с перкуссионистами Эвелин Гленни и Дэвидом Коркхиллом и знаменитым дирижёром Георгом Шолти, в данном случае выступившим в качестве пианиста). Введён в Зал славы журнала Gramophone . Почётный доктор музыки Оксфорда (2013).
В 2016 году, после 43 лет на Sony/Columbia/CBS Records, Перайя подписал новый эксклюзивный контракт с Deutsche Grammophon, где он дебютировал двойным альбомом Французских сюит Баха.
Брат — Генри Перайя (англ. Herny Perahia), с 1999 года возглавляет отдел мостов Департамента транспорта штата Нью-Йорк.

## Награды
- Рыцарь-командор ордена Британской империи (2004 год, Великобритания).
- Кавалер ордена «За заслуги перед культурой»[рум.] в категории B «Музыка» (2009 год, Румыния)[9].
- Премия Вольфа в области искусств (2015).
- Royal Academy of Music Bach Prize (2013).
- Почётный доктор Королевского колледжа музыки (2014).
- Премия Echo Klassik инструменталисту года (2011).